# Logádellenállás

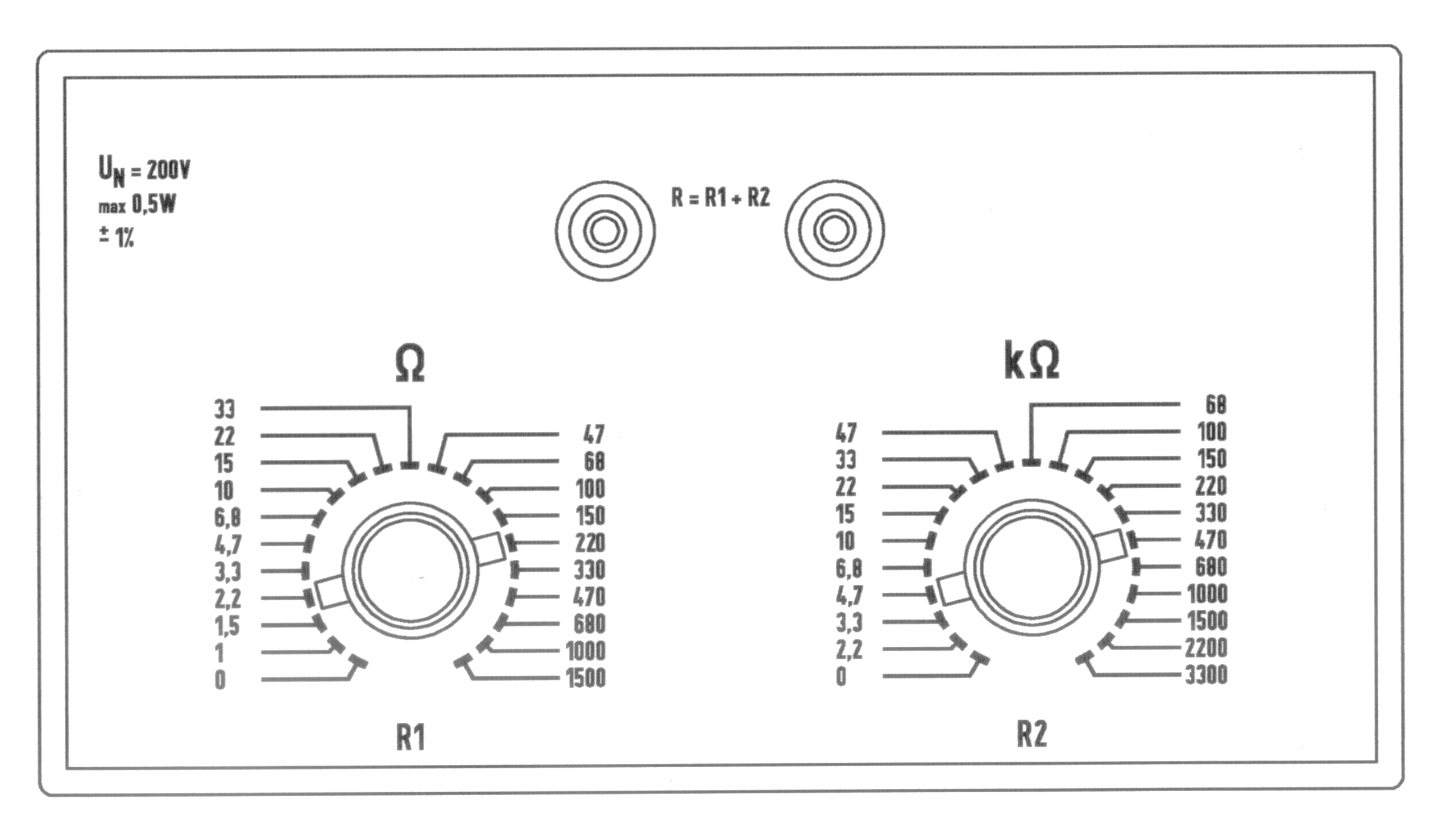
Logádellenállás elölnézete

A logádellenállás egy olyan ellenállás-sorozat, amely a villamos készülékekbe beépítendő ellenállások gyors meghatározását teszi lehetővé olyan esetekben, amikor ezek értéke csak kísérleti úton határozható meg.

## Felhasználási területe
A logádellenállások híradástechnikai készülékeknél, és olyan helyeken használhatók előnyösen, ahol az ellenállások értékét logaritmikus függvény szerint tág határok között kell változtatni. A szokásos esetben a rajztól eltérően az egyik kapcsoló 0 Ω, vagy 0 kΩ állásban van.

## Kialakítása
A két kapcsoló azért szükségeltetik, mert egy kapcsoló nem tudná átfogni a teljes méréstartományt.

## Beállítási tartomány
A két forgatógombbal beállítható értékek:
0-1-1,5-2,2-3,3-4,7-6,8-10-15-22-33-47-68-100-150-220-330-470-680 Ω -1-1,5-2,2-3,3-4,7-6,8-10-15-22-33-47-68-100-150-220-330-470-680 kΩ -1-1,5-2,2-3,3 MΩ

## Maximális feszültség
A logádellenállás névleges feszültsége 200 V. Természetesen ez a maximumot jelenti, alacsonyabb feszültségen is lehet használni.

## Terhelhetőség
Mivel az ellenállás értékeket külön ellenállások biztosítják, a megengedett maximális teljesítmény nem lehet több, mint a felhasznált ellenállások legkisebb teljesítménye. Az ábrán látható logádellenállás esetében például:
Ismeretes, hogy {\displaystyle P=U\cdot I} és {\displaystyle U=I\cdot R} ezért {\displaystyle P=I\cdot R\cdot I=I^{2}\cdot R} mivel a megengedett teljesítmény P=0,5 W a különféle ellenállásokra a megengedett áram kiszámítható.
1 Ω esetén: {\displaystyle P=I\cdot R\cdot I=I^{2}\cdot R} →  {\displaystyle 0,5W=I^{2}\cdot 1\Omega } → {\displaystyle I^{2}={0,5W \over 1\Omega }} → {\displaystyle I={\sqrt {0,5}}=0,7071067A=707,1067mA}

3,3 MΩ esetén:   {\displaystyle P=I\cdot R\cdot I=I^{2}\cdot R} →  {\displaystyle 0,5W=I^{2}\cdot 3300000\Omega }  → {\displaystyle I^{2}={0,5W \over 3300000\Omega }}  → {\displaystyle I={\sqrt {0,5\cdot 3300000\Omega )}}=0,0003162A=316,2\mu A}
A közbeeső értékek ugyanígy kiszámíthatóak.

## Pontossági osztály
A logádellenállás pontossága a felhasznált ellenállások pontosságától függ. Így lehet 0,1%, 0,5% vagy 1%